# Schottenfelder Kirche

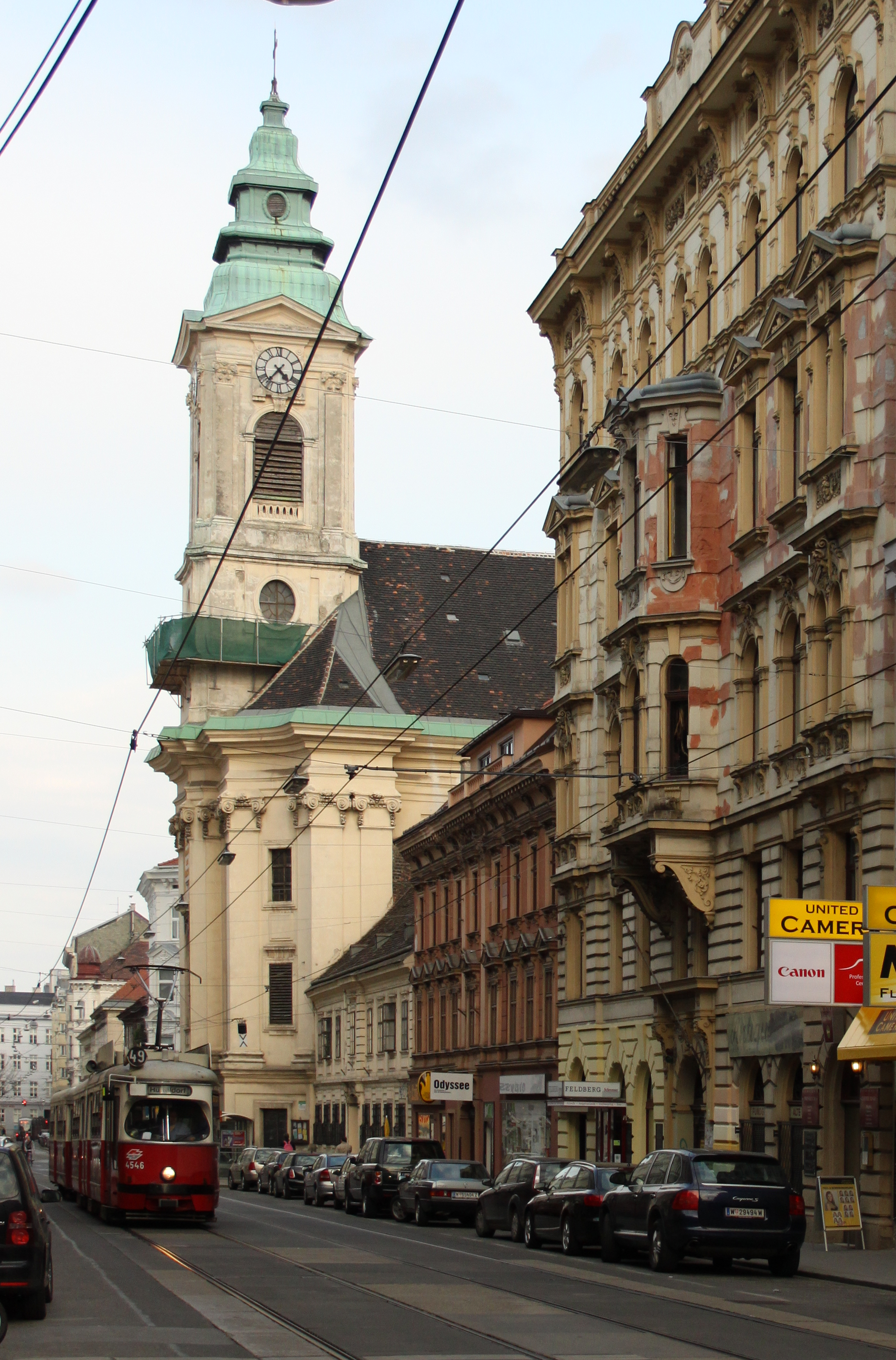
Laurentiuskirche in der Straßenflucht (2012)

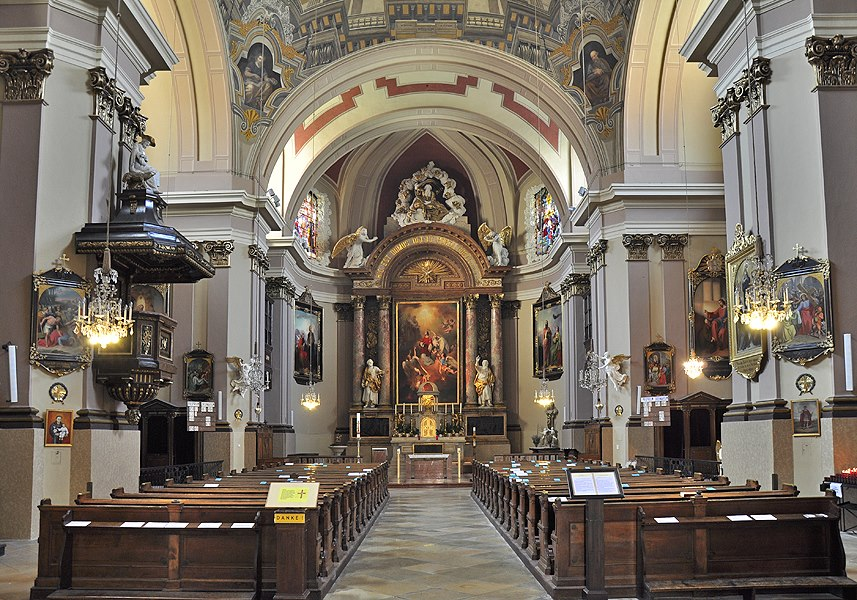
Innenansicht

Die Schottenfelder Kirche, die Pfarrkirche St. Laurenz am Schottenfeld, ist eine römisch-katholische Kirche im 7. Wiener Gemeindebezirk, Neubau, an der Westbahnstraße, Ecke Zieglergasse, im Bezirksteil Schottenfeld.

## Architektur
Die barockklassizistische Saalkirche mit Turmfassade wurde im Auftrag des Schottenstifts als Grundherrn unter Abt Benno Pointner von 1784 bis 1787 nach den Plänen des Baumeisters Andreas Zach in der Vorstadt Schottenfeld erbaut, 1786 auf den hl. Laurentius geweiht und gleichzeitig zur Pfarrkirche erhoben. Der Fassadenturm wurde 1787 fertig. Die Kirche ist dem Schottenstift inkorporiert, wurde allerdings von 1946 bis 2020 vom Deutschen Orden betreut.
Die Turmfassade zeigt eine große ionische Pilastergliederung über einem hohen Sockel. Das zweijochige platzlgewölbte Langhaus ist im zweiten Joch querschiffartig erweitert. Der zweijochige Chor mit abgerundetem Chorschluss hat beidseitig erkerartig eingebaute Oratorien. Es gibt eine Orgelempore über einer platzlgewölbten Vorhalle. Die Deckenmalereien von 1869 bis 1871 sind von Leopold Schulz, Ignaz Schönbrunner und Anton Roux. Das Bild „Jüngstes Gericht“ über reicher Scheinarchitektur ist von Friedrich Staudinger. Die Glasfenster Jonas und Marienkrönung schuf die Firma Geyling 1905.

## Ausstattung
Den Hochaltar schuf von 1784 bis 1786 Benedikt Henrici nach einem Entwurf von Johann Baptist Hagenauer. An der Mensa und den Säulenpostamenten sind Bleireliefs Martyrien der Apostel Petrus und Paulus und Grablegung Christi von Johann Ferdinand Prokop. Das ursprüngliche Altarbild Apotheose des hl. Laurentius von Peter Strudel wurde 1852 im Auftrag von Pfarrer Urban Loritz vom Maler Carl Hemerlein durch eine Darstellung des hl. Laurentius ersetzt. Das ursprüngliche Bild befindet sich seit 1871 in der Pfarrkirche Währing.
Die heute 26 Register auf zwei Manualen und Pedal umfassende Orgel ist ursprünglich ein Werk von Franz Xaver Krismann aus dem Jahr 1788. Im Jahr 1825 erfolgte ein Umbau durch Jacob Deutschmann. In der Folgezeit wurde die Orgel mehrfach in freizügigster Weise verändert. 1966 erfolgte unter Verwendung des historischen Gehäuses ein weitgehender Umbau durch den Orgelbauer Philipp Eppel. Der originale Spieltisch ist seit 1962 verschollen.

## Persönlichkeiten
Nach dem Schottenfelder Pfarrer Urban Loritz (Amtszeit 1850–1881) wurde 1892 bei der Einmündung der Westbahnstraße in den Neubaugürtel nahe der U-Bahn-Station Burggasse-Stadthalle der Urban-Loritz-Platz benannt. Loritz’ Vorgänger als Pfarrer war Honorius Kraus (Amtszeit 1811–1850). Langjährig wirkte hier als Kirchenmusiker Leopold M. Kantner.